# Východní Germáni

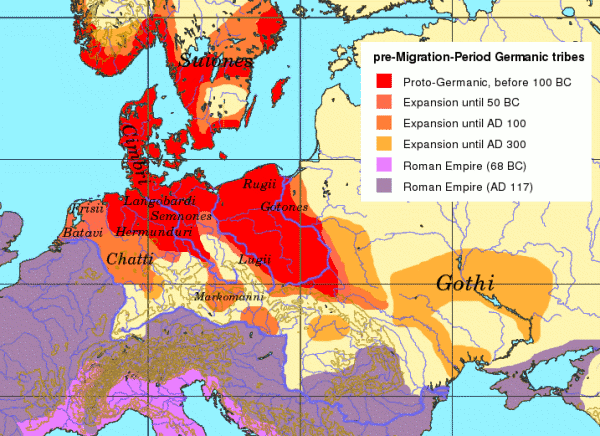
Území obývaná východními Germány mezi lety 100 př. n. l. až 300 n. l.

Germánské kmeny, označované jako východogermánské, vznikly vlnou migrací ze Skandinávie do oblastí mezi řekami Odra a Visla mezi roky 600 př. n. l. - 300 př. n. l. Později dále pokračovali směrem na jih Evropy.
Na rozdíl od severních a západogermánských kmenů nedokázali zachovat svou etnickou identitu (i když ve starověku zakládali po Evropě různá království) a v průběhu let byli asimilováni především západogermánskými kmeny a římskými kmeny a kolonisty. Jediným východogermánským jazykem, který přežil do konce 18. století, byla krymská gótština.

## Skupiny
- Burgundi
- Gepidové
- Gótové
- Herulové
- Rugiové
- Skirové
- Vandalové
- Langobardi - Tradičně jsou klasifikováni jako východní Germáni, nicméně langobarštinu nyní mnoho odborníků považuje za bližší staré horní němčině, obzvláště dialektům hornoněmčiny, takže by lépe zapadala do západogermánské klasifikace.

## Jazyk
- Východogermánské jazyky